# Llumeneres
Llumeneres (IPA: [ʎuməˈneɾəs]) is een gehucht in de Andorrese parochie Sant Julià de Lòria. Met slechts 1 inwoner (2009) is Llumeneres veruit het kleinste plaatsje van de parochie. Het dorp maakt deel uit van het quart Nagol.

## Geografie
Llumeneres ligt op een hoogte van 1819 meter aan de Riu de Llumeneres, een zijrivier van de Valira, noordoostelijk van het stadscentrum.

## Bezienswaardigheden
- Onze-Lieve-Vrouw-ter-Sneeuwkapel (capella de Mare de Déu de les neus de Llumeneres)

Quarts: Aixirivall · Aubinyà · Bixessarri · Fontaneda · Nagol · Sant Julià de Lòria

Overige kernen: Aixovall · Certers · Juverri · La Muxella · Les Pardines · Llumeneres · Mas d'Alins